# 市辖区 (捷克)
在捷克共和国，市辖区或市区（捷克語： 或 ）是立宪市（即有权设立自己的宪章的城市）按照1990年的捷克共和国地方法设置的自治分区。除市辖区以外，捷克首都布拉格另外分十个县级区（obvod），这些区是1960年的捷克行政区划法定义的。
1990年前，布拉格的县级区都有相当于县政府的区级人民委员会。从1990年起，布拉格的县级区没有任何相应的地方政府机构。不过，一些捷克中央政府的部门（比如县级法院、检察院，捷克税务局布拉格分局的办事处等）依然延续按1990年前的县级区的分布。
市辖区在某种程度上相当于市镇，即捷克的基层行政区划单位：有类似的自治机构，包括区政府、区代表大会、区长；较大的市区也设置区常务委员会。跟市镇一样，市辖区可定义本区的区徽和区旗。然而，跟市镇相比，市辖区的职责比较有限，而且职责和版图都是由所属立宪市通过宪章自由设置的。与此相反，市镇的版图和职责是由捷克国会通过的法律制定的。市镇只能由一个或几个整个地籍区组成，而市辖区不受这种限制。
设区城市未必全境内划分为市辖区，比如利贝雷茨和奥帕瓦的部分区域直接由市政厅管辖。
市辖区不是独立法人，是所属城市的组织单位而已，以城市的名义办事。市辖区不能颁布自己的法规，也不能通过城市的宪章得到颁布法规的职能。

## 各城市的分区情况
- 布拉格：2002年以来，布拉格市宪章定义了57个市辖区。其中10个区是原来的县级区或者其核心部分（即布拉格1—10区），这些市辖区的政府都在本市辖区执行扩大职责（比如登记结婚，颁发身份证、护照、营业执照等）。另外有12个新设立的扩大职责区（名称延续以前县级区的序列，即布拉格11—22区）和35个普通市辖区（名称以本来的的地方为准，比如布拉格-贝特罗维采，Praha-Petrovice）。许多位于布拉格市中心的地籍区分成几个板块，由不同的市辖区管辖。
- 布尔诺：自1990年分29个市辖区，许多地籍区分给几个不同的市辖区管辖。
- 俄斯特拉发：自1994年分23个市辖区，市辖区不跨越地籍区边界。
- 皮尔森：分10个阿拉伯数字的市辖区，大多数另外在名称列入地名（例如皮尔森7区—拉德齐采 Plzeň 7-Radčice），三个只有数字（包括皮尔森1区）。
- 利贝雷茨：有唯一的市辖区，尼斯河畔弗拉季斯拉维采（Vratislavice nad Nisou）。城市的余下区域直接由市政厅管辖。
- 拉贝河畔乌斯季：分4个市区。
- 帕尔杜比采：分8个用罗马数字命名的市区（帕尔杜比采I—帕尔杜比采VIII）。
- 奥帕瓦：分8个市区，市中心直接由市政厅管辖。

捷克剩下的18个立宪市不设市辖区。兹林的部分市民曾要求设置市辖区，但此提案当时没有获得大多数市代表的支持。